# Championnat de Saint-Christophe-et-Niévès de football
Le championnat de football de Saint-Christophe-et-Niévès ou encore (B-Mobile SKNFA Premier League) du nom du sponsor, est la principale compétition footballistique, créée en 1959, des îles de Saint Christophe et Niévès. Les deux îles, Saint-Christophe et Niévès, ont chacune leur propre compétition. Cependant, à partir de la saison 2011-2012, une formation de l'île de Niévès, le CCC Bath United, est autorisé à s'engager dans le championnat de deuxième division de l'île de Saint-Christophe. Le club va même être promu en première division lors de la saison 2015-2016.

## Palmarès

### Île de Saint-Christophe
- 1963 : Manchester United
- 1964 : Santos
- 1965 : Manchester United
- 1966-1973 : Inconnu
- 1974 : Santos
- 1975 : Rivals
- 1976 : Santos
- 1977 : Rivals
- 1978 : Village Superstars FC
- 1979 : Inconnu
- 1980 : Village Superstars FC
- 1981 : Newtown United FC
- 1982-1983 : Inconnu
- 1984 : Newtown United FC
- 1985 : Inconnu
- 1986 : Garden Hotspurs FC
- 1987 : Newtown United FC
- 1988 : Newtown United FC
- 1989 : Newtown United FC
- 1990 : Garden Hotspurs FC
- 1991 : Village Superstars FC
- 1992 : Newtown United FC
- 1993 : Newtown United FC
- 1994 : Garden Hotspurs FC
- 1995 : Newtown United FC
- 1996 : Newtown United FC
- 1997 : Newtown United FC
- 1998 : Newtown United FC
- 1999 : St. Paul's United
- 2000-2001 : Garden Hotspurs FC
- 2001-2002 : Cayon Rockets
- 2002-2003 : Village Superstars FC
- 2003-2004 : Newtown United FC
- 2004-2005 : Village Superstars FC
- 2005-2006 : Village Superstars FC
- 2006-2007 : Newtown United FC
- 2007-2008 : Newtown United FC
- 2009 : St. Paul's United
- 2009-2010 : Newtown United FC
- 2010-2011 : Village Superstars FC
- 2011-2012 : Newtown United FC
- 2013 : Conaree United FC
- 2013-2014 : St. Paul's United
- 2014-2015 : St. Paul's United
- 2015-2016 : Cayon Rockets
- 2016-2017 : Cayon Rockets
- 2017-2018 : Village Superstars FC
- 2018-2019 : Compétition abandonnée
- 2019-2020 : St. Paul's United
- 2020-2021 : Non tenue
- 2021-2022 : St. Paul's United
- 2023 : Village Superstars
- 2024 : St. Paul's United

### Île de Nievès
- 1959-2003 : Inconnu
- 2004 : Bath United
- 2004-2005 : Fitness Pioneers
- 2005-2006 : Harris United FC
- 2006-2007 : Bath United
- 2007-2008 : Highlights FC
- 2008-2009 : Highlights FC
- 2009-2010 : Stoney Grove Strikers
- 2010-2011 : Abandonné
- 2011-2013 : Non disputé
- 2013-2014 : Highlights FC
- 2014-2016 : Non disputé
- 2016-2017 : Highlights FC
- 2017-2018 : Abandonné
- 2018-2019 : Abandonné
- 2019-2020 : Youths of the Future